# جيمس روجرز ميلر، الابن
جيمس روجرز ميلر، الابن (بالإنجليزية: James Rogers Miller, Jr.)‏ (و. 1931 – 2014 م) هو محامي، وقاضي، وسياسي من الولايات المتحدة الأمريكية.
وهو عضو في الحزب الجمهوري.
توفي في ايستون.